# Marjatta Kajosmaa
Ritva Marjatta Kajosmaa, född 3 februari 1938 i Veckelax, är en finländsk före detta längdskidåkare som tävlade under 1960- och 1970-talet. 
Med fyra medaljer från de två olympiska spelen i Sapporo 1972 och Innsbruck 1976 och två VM-medaljer från VM 1970 var hon en av de internationellt dominerande kvinnliga längdskidåkarna i början på 1970-talet. Hon var en välkänd person på prispallen under det årliga återkommande Holmenkollrennene.  Hon vann 10 km fyra gånger och 5 km tre gånger. För dessa prestationer tilldelades hon, som första finländska kvinna, Holmenkollenmedaljen 1971. I samband med OS i Grenoble 1968 kom hon på femte plats i tävlingarna 5 km och 10 km samt på fjärde plats i stafetten.
,